# Liste der Landschaftsschutzgebiete im Landkreis Neuburg-Schrobenhausen
Im Landkreis Neuburg-Schrobenhausen gibt es 15 Landschaftsschutzgebiete. (Stand: November 2018)

## Hinweise zu den Angaben in der Tabelle
- Gebietsname: Amtliche Bezeichnung des Schutzgebietes
- Bild/Commons: Bild und Link zu weiteren Bildern aus dem Schutzgebiet
- LSG-ID: Amtliche Nummer des Schutzgebietes
- WDPA-ID: Link zum Eintrag des Schutzgebietes in der World Database on Protected Areas
- Wikidata: Link zum Wikidata-Eintrag des Schutzgebietes
- Ausweisung: Datum der Ausweisung als Schutzgebiet
- Gemeinde(n): Gemeinden, auf denen sich das Schutzgebiet befindet
- Lage: Geografischer Standort
- Fläche: Gesamtfläche des Schutzgebietes in Hektar
- Flächenanteil: Anteilige Flächen des Schutzgebietes in Landkreisen/Gemeinden, Angabe in % der Gesamtfläche
- Bemerkung: Besonderheiten und Anmerkungen

Bis auf die Spalte Lage sind alle Spalten sortierbar.
| Gebietsname | Bild/Commons   | LSG-ID       | WDPA-ID | Wikidata  | Ausweisung | Gemeinde(n) | Lage     | Fläche ha | Flächenanteil | Bemerkung |
| --- | -------------- | ------------ | ------- | --------- | ---------- | ----------- | -------- | --------- | --- | --------- |
| Asperwäldchen |                | LSG-00235.01 | 395711  | Q59611791 | 1972       |             | Position | 11,4      | Landkreis Neuburg-Schrobenhausen (37,1 %), Landkreis Aichach-Friedberg (62,9 %) |           |
| LSG Dachsholz |                | LSG-00457.01 | 395965  | Q59643724 | 1992       |             | Position | 24,58     | Landkreis Neuburg-Schrobenhausen (100 %) |           |
| Schutz der Donauauen östlich der Stadt Neuburg in der Stadt Neuburg und den Gemeinden Weichering und Bergheim, Landkreis Neuburg sowie des Gebietes Branst in der Gemeinde Weichering als LSG | weitere Bilder | LSG-00400.01 | 395908  | Q59643757 | 1987       |             | Position | 1907,92   | Landkreis Neuburg-Schrobenhausen (100 %) |           |
| Schutz der Paarauen im Gebiet der Stadt Schrobenhausen, Stadtteil Mühlried und der Gemeinde Waidhofen                                                                                         | weitere Bilder | LSG-00350.01 | 395858  | Q59643532 | 1983       |             | Position | 583,88    | Landkreis Neuburg-Schrobenhausen (100 %) |           |
| Schutz der Paarauen in den Gemeinden Hörzhausen, Peutenhausen und der Stadt Schrobenhausen, Landkreis Schrobenhausen                                                                          | weitere Bilder | LSG-00238.01 | 395714  | Q59643500 | 1972       |             | Position | 704,71    | Landkreis Neuburg-Schrobenhausen (100 %) |           |
| Schutz des Brucker Forstes in der Stadt Neuburg und in der Gemeinde Weichering, Landkreis Neuburg-Schrobenhausen                                                                              |                | LSG-00338.01 | 395828  | Q59643451 | 1983       |             | Position | 828,35    | Landkreis Neuburg-Schrobenhausen (100 %) |           |
| Schutz des Donautales westlich von Neuburg im Gebiet der Stadt Neuburg sowie der Märkte Burgheim und Rennertshofen und der Gemeinde Oberhausen, Landkreis Neuburg-Schrobenhausen              | weitere Bilder | LSG-00432.01 | 395940  | Q59643718 | 1989       |             | Position | 2439,59   | Landkreis Neuburg-Schrobenhausen (100 %) |           |
| Schutz des Gebietes Am Albersbach als LSG in der Gemeinde Brunnen, Landkreis Neuburg-Schrobenhausen                                                                                           |                | LSG-00411.01 | 395919  | Q59643506 | 1988       |             | Position | 7,12      | Landkreis Neuburg-Schrobenhausen (100 %) |           |
| Schutz des Laich bei Ludwigsmoos (Sandizeller Laich) als LSG im Gebiet der Gemeinde Königsmoos, Landkreis Neuburg-Schrobenhausen                                                              |                | LSG-00405.01 | 395913  | Q59643827 | 1987       |             | Position | 12,66     | Landkreis Neuburg-Schrobenhausen (100 %) |           |
| Schutz des Polnhölzl als LSG im Gebiet der Gemeinde Karlskron, Landkreis Neuburg-Schrobenhausen                                                                                               |                | LSG-00412.01 | 395920  | Q59643668 | 1988       |             | Position | 3,82      | Landkreis Neuburg-Schrobenhausen (100 %) |           |
| Schutz des Usseltales im Markt Rennertshofen, Landkreis Neuburg-Schrobenhausen |                | LSG-00365.01 | 395874  | Q59643624 | 1985       |             | Position | 378,3     | Landkreis Neuburg-Schrobenhausen (99,9 %) |           |
| Schutz des Wellheimer Donautrockentales im Markt Rennertshofen, Landkreis Neuburg-Schrobenhausen                                                                                              | weitere Bilder | LSG-00357.01 | 395866  | Q59643755 | 1984       |             | Position | 1921,4    | Landkreis Eichstätt (1,9 %), Landkreis Neuburg-Schrobenhausen (98,0 %) |           |
| Schutz von Landschaftsteilen in den Gemeinden Adelshausen, Freinhausen und im Markt Hohenwart, Landkreis Schrobenhausen                                                                       |                | LSG-00234.01 | 395710  | Q59643708 | 1972       |             | Position | 26,74     | Landkreis Neuburg-Schrobenhausen (100 %) |           |
| Schutz von Landschaftsteilen in den Gemeinden Gachenbach und Peutenhausen, Landkreis Schrobenhausen                                                                                           |                | LSG-00180.01 | 395652  | Q59643627 | 1969       |             | Position | 37,5      | Landkreis Neuburg-Schrobenhausen (100 %) |           |
| Schutzzone im Naturpark Altmühltal | weitere Bilder | LSG-00565.01 | 396115  | Q23787649 | 1995       |             | Position | 163135,05 | Ingolstadt (0,1 %), Landkreis Eichstätt (36,3 %), Landkreis Neuburg-Schrobenhausen (4,0 %), Landkreis Kelheim (8,7 %), Landkreis Neumarkt in der Oberpfalz (8,2 %), Landkreis Regensburg (1,5 %), Landkreis Roth (6,4 %), Landkreis Weißenburg-Gunzenhausen (22,8 %), Landkreis Donau-Ries (11,8 %) |           |